# Interdependência
Interdependência é o estudo interdisciplinar de sistemas. Um sistema é um conglomerado coeso de partes inter-relacionadas e interdependentes que é natural ou artificial. Todo sistema é delineado por seus limites espaciais e temporais, cercados e influenciados por seu ambiente, descritos por sua estrutura e propósito ou natureza e expressos em seu funcionamento. Em termos de seus efeitos, um sistema pode ser mais do que a soma de suas partes se expressar sinergia ou comportamento emergente. Alterar uma parte do sistema geralmente afeta outras partes e todo o sistema, com padrões previsíveis de comportamento. Para sistemas que são auto-aprendizes e auto-adaptáveis, o crescimento e a adaptação positivos dependem de quão bem o sistema é ajustado ao seu ambiente. Alguns sistemas funcionam principalmente para suportar outros sistemas, auxiliando na manutenção do outro sistema para evitar falhas. O objetivo da teoria de sistemas é descobrir sistematicamente a dinâmica de um sistema, as condições e os princípios de elucidação (finalidade, medida, métodos, ferramentas, etc.) que podem ser discernidos e aplicados a sistemas em todos os níveis de aninhamento e em todos os campos para obter equifinalidade otimizada.